# (28223) 1998 YR27
1998 واي أر 27 (ويعرف أيضًا باسم (28223) 1998 واي أر 27 وفق تسمية الكوكب الصغير) (بالإنجليزية: 1998 YR27)‏ هو كويكب ضمن حزام الكويكبات؛ وترتيبه 28223 من حيث الاكتشاف.
اكتُشف هذا الجُرم الفلكي بواسطة شوهي سوزوكي في 27 ديسمبر 1998.

## وصلات خارجية
- (28223) 1998 YR27 في قاعدة بيانات مختبر الدفع النفاث لأجرام النظام الشمسي الصغيرة

- الاكتشاف · مخطط المدار ·  العناصر المدارية · المعلمات المادية

- (28223) 1998 YR27 على موقع ويكي سكاي: DSS2, SDSS, GALEX, IRAS, Hydrogen α, X-Ray, Astrophoto, Sky Map, Articles and images